# Santoña (traghetto)
Il Santoña è un traghetto di proprietà della Stena Line ed in servizio per Brittany Ferries.

## Servizio
Varato il 20 aprile 2022 nel cantiere navale CMI Jinglin Weihai Shipyard di Weihai con il nome di Santoña e consegnato il 22 dicembre 2022 alla Stena Line, viene subito girato in noleggio alla Brittany Ferries.
Partito il 28 dicembre 2022 da Weihai, giunge per la prima volta a Santander il 27 gennaio 2023.
A febbraio 2023 issa bandiera francese ed il 2 marzo prende servizio sui collegamenti tra Portsmouth, Santander e Cherbourg.
Il 23 marzo 2024 viene battezzato a Brest dalla madrina Marie-Hélène Roué.

## Navi gemelle
- Stena Estrid
- Stena Edda
- Galicia
- Stena Embla
- Côte d'Opale
- Salamanca
- Stena Estelle
- Stena Ebba
- Guillaume de Normandie
- Ala'Suinu
- Saint-Malo
- Capu Rossu